# Rio Deleni (Mureş)
O Rio Deleni é um rio da Romênia, afluente do Rio Mureş, localizado no distrito de Mureş.